# Friedrich von Donin

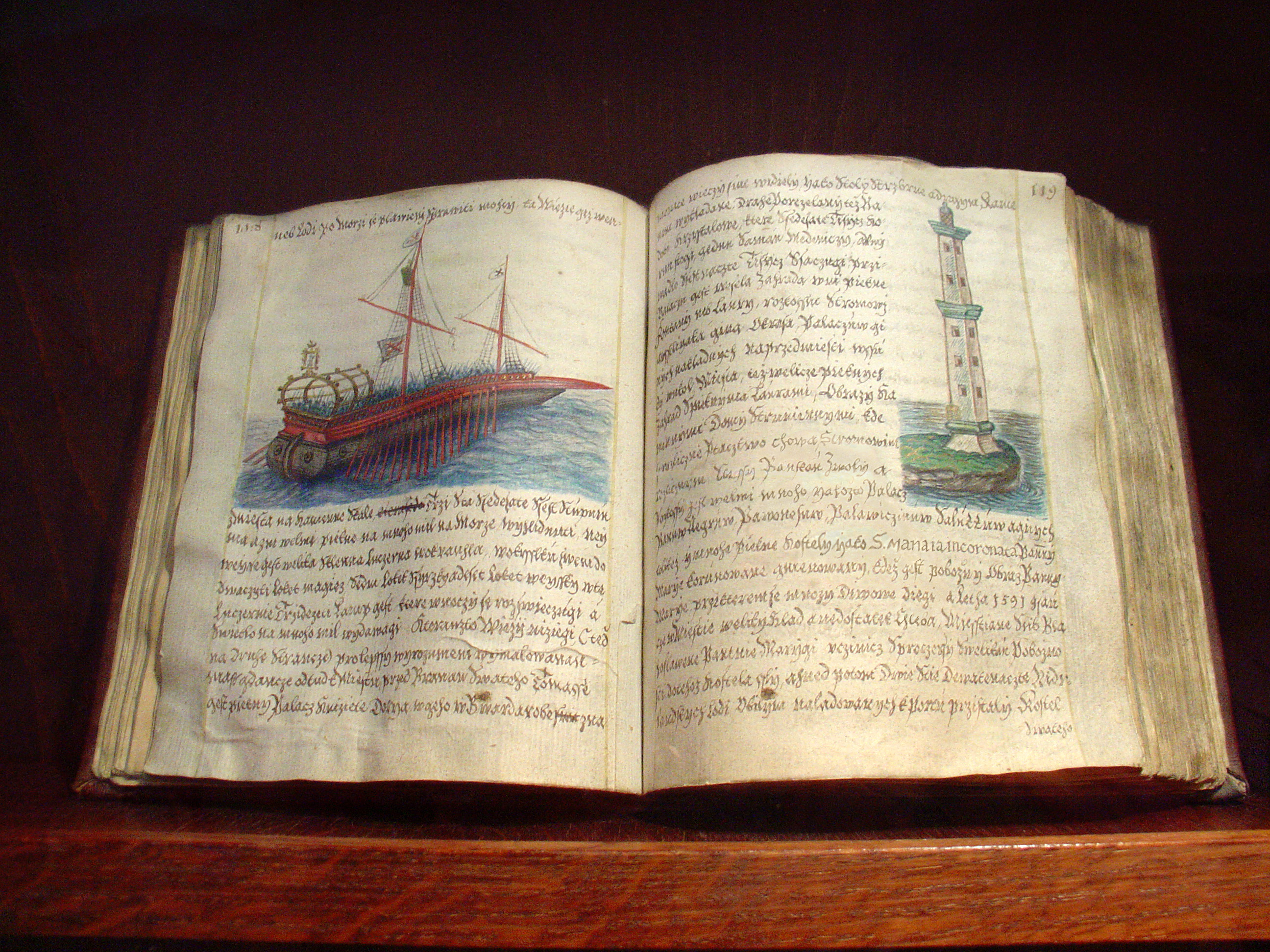
Friedrich von Donins Reisetagebuch

Friedrich von Donin (auch Friedrich von Dohna; tschechisch Bedřich z Donína; * 1574; † 1634) war ein böhmischer Adliger, Reisender und Schriftsteller.
Friedrich von Donin entstammte dem Adelsgeschlecht Dohna. Seine Eltern waren Wenzel von Donin (Václav z Donína; 1534–1598) und Elisabeth von Kolowrat (Eliska Bezdružická z Kolovrat; † 1586). 1602 vermählte er sich mit der Schwester von Jaroslav Borsita von Martinic, Isolde von Martinic.
Friedrich unternahm mehrere Reisen, u. a. nach Österreich, Bayern und zweimal nach Italien, die er in seinen Reisetagebüchern beschrieb. Zudem beschrieb er als erster die Höhlen Böhmens. Außerdem wirkte er als Landrichter, später als königlicher Berater.

## Werk
- Reise nach Österreich und Ungarn (Cesta do Rakous a Uher)
- Reise nach Bayern (Cesta do Bavor)
- Reise nach Welschland (Cesta do Vlach)
- Wallfahrt nach Loreto (Loretánská pouť)